# Guillem de Cervelló i de Banyeres
Guillem de Cervelló i de Banyeres fou un noble català del segle xiv. En 1331, durant la Guerra catalanogenovesa, comandà una armada que va atacar en 1331 Mònaco i Menton, i va assetjar Savona i la pròpia Gènova, per retirar-se després a Sardenya. En 1332 era portantveus de general governador.